# Eleição para o Senado federal pela Carolina do Sul em 2008
A eleição para o senado do estado americano do Carolina do Sul em 2008 foi realizada em 4 de novembro de 2008. O senador republicano Lindsey Graham foi reeleito para seu segundo mandato.

## Primária Democrata
|  | Democrata | Bob Conley   | 73.793 | 50,3% |
|  | Democrata | Michael Cone | 72.807 | 49,7% |

## Primária republicana
| Primária republicana | Primária republicana | Primária republicana | Primária republicana | Primária republicana | Primária republicana | Primária republicana |
| Partido              | Partido              | Candidato            | Votos                | %                    | ±%                   |                      |
| -------------------- | -------------------- | -------------------- | -------------------- | -------------------- | -------------------- | -------------------- |
|                      | Republicano          | Lindsey Graham       | 186.398              | 66,8%                |                      |                      |
|                      | Republicano          | Buddy Witherspoon    | 92.547               | 33,2%                |                      |                      |